# Atractomorpha fuscipennis
Atractomorpha fuscipennis is een rechtvleugelig insect uit de familie Pyrgomorphidae. De wetenschappelijke naam van deze soort is voor het eerst geldig gepubliceerd in 1988 door Liang.